# فقر مطلق

قرمز = تعداد افرادی که در فقر شدید زندگی می‌کنند - از سال ۱۸۲۰ سبز = جمعیت غیر فقیر قرمز = جمعیت فقر

کل جمعیتی که در فقر شدید زندگی می‌کنند، بر اساس منطقه جهانی ۱۹۸۷ تا ۲۰۱۳

فقر مطلق (انگلیسی: Extreme poverty) وضعیتی که در آن افراد از منابع ضروری برای ادامهٔ زندگی به‌کلی محروم هستند و در تداوم زندگی دچار مشکل می‌شوند. آنان از تأمین نیازهای اساسی از قبیل خوراک، پوشاک و سرپناه ناتوانند.
بنا بر تعریف بانک جهانی، کمتر از ۱٫۹ دلار (یک و نه دهم) درآمد در روز بعنوان خط جهانی فقر مطلق شناخته می‌شود.
امروزه حدود ۷۶۷ میلیون نفر در فقر مطلق زندگی می‌کنند. تقریباً دو سوم فقرا در مناطق روستایی زندگی می‌کنند و اکثریت آن‌ها در کشورهای جنوب صحرای آفریقا و جنوب آسیا متمرکز شده‌اند.
مردم کشورهای هند و سوریه و افغانستان و اکثر کشورهای آفریقایی در معرض فقر مطلق هستند.